# 126888 Tspitzer
126888 Tspitzer è un asteroide della fascia principale. Scoperto nel 2002, presenta un'orbita caratterizzata da un semiasse maggiore pari a 2,5390427 UA e da un'eccentricità di 0,1235885, inclinata di 7,96433° rispetto all'eclittica.